# Liste der Monuments historiques in Ingolsheim
Die Liste der Monuments historiques in Ingolsheim führt die Monuments historiques in der französischen Gemeinde Ingolsheim auf.

## Liste der Bauwerke
| Bezeichnung              | Beschreibung                                                      | Standort                  | Kennzeichnung | Schutzstatus | Datum     | Bild           |
| ------------------------ | ----------------------------------------------------------------- | ------------------------- | ------------- | ------------ | --------- | -------------- |
| Ouvrage de Schoenenbourg | Artilleriewerk der Maginot-Linie, 1930 bis 1935; auch zu Hunspach | westlich des Ortes (Lage) | PA00085309    | Inscrit      | 1992 1993 | weitere Bilder |